# Télescope Víctor M. Blanco
Le télescope Víctor M. Blanco (en anglais Víctor M. Blanco Telescope, en espagnol Telescopio Víctor M. Blanco) est le grand télescope de l'observatoire interaméricain du Cerro Tololo (Chili).

## Historique
Sa construction, décidée en 1974, est achevée en 1976. En 1995, il est nommé en l'honneur de l'astronome Víctor Manuel Blanco.

## Type et caractéristiques
C'est un télescope Ritchey-Chrétien dont le miroir primaire mesure quatre mètres de diamètre. Il est similaire au télescope Nicholas U. Mayall de l'observatoire de Kitt Peak (Arizona, États-Unis).

## Instruments
La caméra Mosaic II était installée sur ce télescope depuis 1999. C'était un développement de la caméra Mosaic qui avait été installée en 1998 sur le télescope Mayall. Ces caméras ont été utilisées pour plusieurs relevés astronomiques et ont été remarquées pour leur qualité. 
Un nouvel instrument, le Dark Energy Camera (DECam) a été installé sur le télescope en 2011 et mis en service en 2012,.